# 巣鴨拘置所
座標: 北緯35度43分49.5秒 東経139度43分6.5秒 / 北緯35.730417度 東経139.718472度

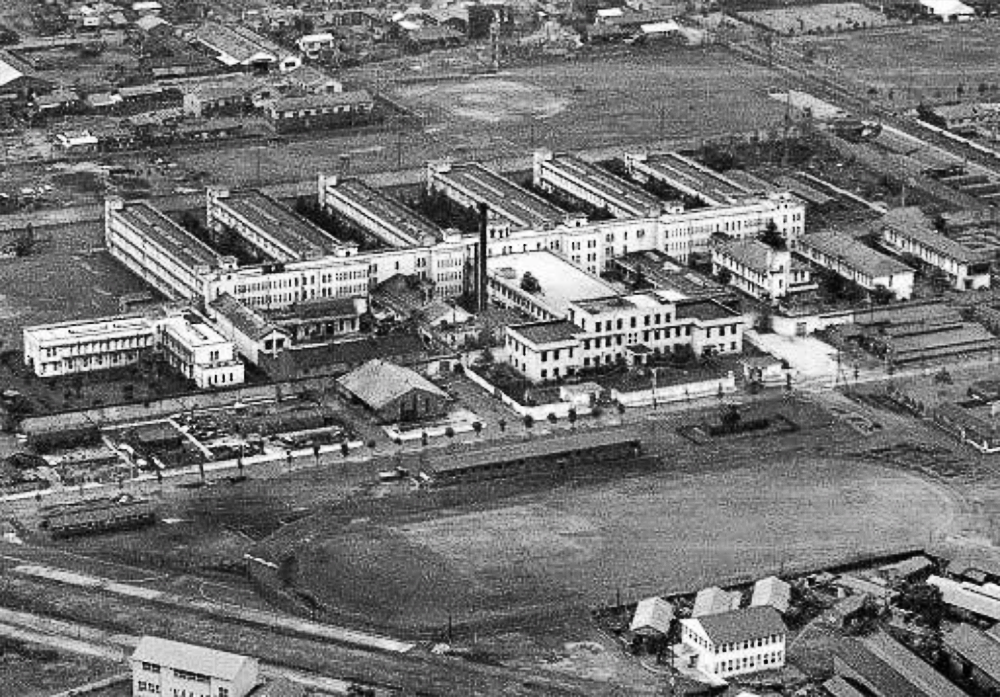
1949年の巣鴨拘置所

巣鴨拘置所（すがもこうちじょ、英語: Sugamo Prison）は、第二次世界大戦後に設置された戦争犯罪人（戦犯）の収容施設である。東京都豊島区西巣鴨（現・豊島区東池袋）の東京拘置所施設を接収し、使用された。「巣鴨プリズン」「巣鴨刑務所」などと呼ばれることもある。
極東国際軍事裁判により死刑判決を受けた東條英機ら7名の死刑が執行（1948年（昭和23年）12月23日）された場所としても知られる。

## 概要

### 前史
1790年（寛政2年）に石川島に設置された人足寄場が1870年（明治3年）に「佃島徒場」と呼ばれる刑務所となり、数度の改称を経て1877年に「石川島監獄署」となり、1895年に巣鴨へ移転し、1897年に「巣鴨監獄」へ改称された。
この巣鴨監獄が1922年に「巣鴨刑務所」に改称された。関東大震災（1923年）で被害を受けた巣鴨刑務所は、1935年に東京府北多摩郡府中町（現東京都府中市）に移転し、府中刑務所となる。その跡地に庁舎が新築され、1937年、未決囚を主に収容する市谷刑務所が移転し、普通刑務所と区別するため「東京拘置所」と改称された。なお、敷地は巣鴨刑務所時代の約3分の1に縮小された。
敷地の北西には処刑場があり、第二次世界大戦中の1944年には、ゾルゲ事件の主犯とされるリヒャルト・ゾルゲおよび尾崎秀実の死刑が執行された。彼らのほか、当時の同拘置所には主として共産主義者等のいわゆる思想犯や、反戦運動に関わった宗教家等が拘置されていた。

### 米軍管轄下の巣鴨拘置所

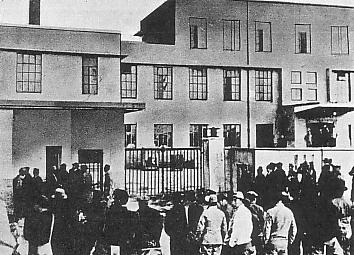
1945年の巣鴨拘置所

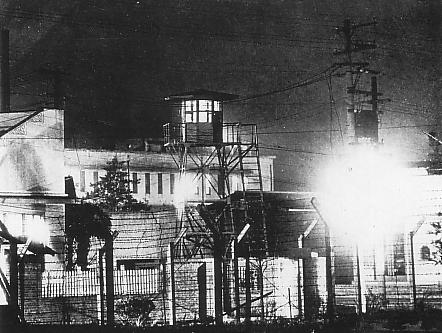
1948年12月の巣鴨拘置所

第二次世界大戦で日本は敗れ、連合国軍の占領下に置かれた。東京拘置所は連合国軍最高司令官総司令部（GHQ）の接収により「スガモプリズン」と改称され、戦争犯罪容疑者が多数収容された。
拘置所内における死刑執行は、1946年（昭和21年）4月26日、横浜裁判（由利敬裁判）で有罪となった由利敬の死刑執行から始まり、BC級戦犯53名が処刑された。
伊丹明やハリー・K・フクハラを始めとする所謂日系二世らや、近地に住まいを置いたコマツ氏（日本人?）らがここで行われた調書を翻訳するなどして活躍した。
1945年（昭和20年）11月27日付「星条旗新聞」には収容者の待遇が記述されている。この時点では収容者は有罪として認められていないため、食事の順番や掃除の免除などについては逮捕前の軍の階級や社会的地位を配慮したものとなっていた。日本人の食事は和洋食で、おかずの例として朝食は掻き卵、昼食が野菜シチュー、夜食がほうれん草、コーヒー付き。家族からの食糧の差し入れも認められていた。日本人以外の収容者にはアメリカ軍の兵食が提供されていた。
ただ、異なる実態を記録した資料もあり、特にハイパーインフレーションと食料不足が頂点に達した1946年初頭には元旦を除いて朝食はすいとんもしくはうどん、黒パンのいずれかとわずかな具が浮いているだけのスープ、昼食と夕食は混ぜご飯（薄い雑炊に硬い豆をまぶしたもの）という状態であり、たんぱく源として提供されたサメの煮つけは強烈な悪臭を放っていた。このような窮乏状態は収容者同士の反目や疑心暗鬼を招いたといい、「食事を各房で公平に分配せよ」と所長に要求する署名運動が行われたこともあった。また、収容者同士の反目を招いたのは食事問題だけではなく、ごく一部の大物を除きA級戦犯とBC級戦犯が同じ雑居房に収容されていたため、軍内で鬱積していた上官と部下のいざこざが爆発したことも影響している。このため1946年12月半ばにA級戦犯とBC級戦犯の分離が行われ、それぞれ別個の雑居房に収容するよう扱いが改められるまで、A級戦犯とBC級戦犯の間のトラブルが絶えなかった。
占領軍の主体であるアメリカ軍は情報戦の一環として、監房に装置を密かに取り付け、戦犯たちの会話を盗聴していた事が後年明かされている。
1947年（昭和22年）2月、既決囚の労働が本格化し、A級戦犯・60歳以上の高齢者・病人以外は全て就労を命じられた。プリズン周辺の道路整備や運動場、農園、兵舎・将校用宿舎建設等の重労働を命じられ、午前と午後に1回ずつある5分の休憩と昼食時の休憩時にしか休めない。私物は一切禁止で、全て制服着用で行わなければならない。長い拘禁生活と裁判の疲労で、体力の落ちた戦犯達には重労働であり、「こんなことならいっそ死んでしまえばよかった」との声もあった。
この重労働が2年続き、建設を命じられた施設の完成に至ると、戦犯たちは信頼を勝ち取り、減刑などの恩恵を受けた。新聞・雑誌・本などの閲覧、上野図書館からの書籍借り出しも許可された。ラジオも定期聴取でき、映画も週に1回鑑賞できた。
1948年（昭和23年）12月23日には、極東国際軍事裁判により死刑判決を受けた東條英機ら7名のA級戦犯の死刑も執行された。
1950年（昭和25年）1月23日、オランダ、インド関係の戦犯693人が帰国し、うち684人が巣鴨に移送。この月、拘置所には1862人の戦犯が収容され、最多を記録した。
同年4月7日、石垣島事件で死刑判決を受けた7人の死刑が執行。これが巣鴨拘置所における最後の死刑執行となった。同年6月3日にはフランス関係の戦犯111人が帰国し、うち82人が巣鴨に移送された。
さらに同年から始まった朝鮮戦争で多数の米兵が出征するため、同年8月23日、日本人刑務官が着任。米軍の監理下で警備にあたった。
1951年（昭和26年）、前年に行われた外地からの戦犯の移送が続き、5月17日にはイギリス関係の45人が、8月27日にはシンガポール関係の231人が帰国して巣鴨に移された。

### 日本移管後
1952年4月、日本国との平和条約（サンフランシスコ講和条約）の発効により日本に移管され、引き続き戦犯を収容していた。以後、正式には「巣鴨刑務所」となったが、一般に「巣鴨プリズン」と呼ばれた。
1958年5月、最後の戦犯18名が釈放され、巣鴨刑務所は閉鎖。東京拘置所が巣鴨に復元された。

### 『すがも新聞』
1948年（昭和23年）6月5日に創刊された獄中紙。巣鴨プリズンの労務担当だったビンセント中尉が新聞の発行を提案し、各階で1人ずつ選ばれ、15人が担当することになった。当時のスガモには、英語を始めとする外国語の堪能な人物が多かったことから、新聞は随時翻訳された。
編集方針は「主義主張は特に無いが、民主主義を根本とし、左右いずれにも偏せず」とあり、連合国の占領政策批判や死刑囚、A級戦犯には抵触しないという条件だった。1952年（昭和27年）3月29日までに全193号が発刊され、その紙面は翻訳班の手で英訳した上で、発行前に検閲を受け、GHQやアメリカ国務省にも送付された。発行日は原則として土曜日だった。また、秋季運動会にて韓国旗などを揚げたことをクローズアップするなどして、朝鮮戦争で心を痛める朝鮮人や台湾人戦犯の葛藤を分かち合えた場ともいえる。
巣鴨プリズンが日本へ移管された後には、『すがも』が1952年（昭和27年）11月1日に活版で創刊されたが、10号で休刊となった。

## 再開発
- 1971年（昭和46年）に東京拘置所が移転した後、跡地はサンシャインシティとして再開発された。
- 処刑場周辺は豊島区立東池袋中央公園となり、有田正憲が発起人となった慰霊碑「平和の碑」が建立されている。
- 処刑場の鉄扉（13号鉄扉）は、跡地の再開発を手掛けた新都市開発センター（現在のサンシャインシティ）により法務省に寄付され、矯正研修所などを経て2018年時点でも保管されている[19]。また、処刑場の入口が13号鉄扉で、死刑囚の遺体搬出に使用された[20]。

## 略年表

### 前史
- 1895年 - 警視廰監獄巣鴨支署が設置。
- 1897年 - 巣鴨監獄と改称。
- 1922年 - 巣鴨刑務所と改称。
- 1935年 - 巣鴨刑務所は東京府府中に移転。
- 1937年 - 巣鴨刑務所跡地に市谷刑務所が移転し、「東京拘置所」と改称。

### 巣鴨プリズン
- 1945年11月 - GHQに接収され、「スガモプリズン」と呼ばれる。
- 1948年12月23日 - 極東国際軍事裁判の死刑囚7名に対する絞首刑執行。
- 1950年8月：日本人刑務官が着任。
- 1952年4月：平和条約の発効により日本に移管、引き続き戦犯を収容。（公文書上は「巣鴨刑務所」）
- 1958年5月：巣鴨刑務所閉鎖、東京拘置所を巣鴨に復元。

### その後
- 1966年11月1日 - 住居表示実施により、当地の町名が西巣鴨から東池袋に変更。
- 1971年3月20日 - 首都圏整備計画の一環として[21]、葛飾区小菅の小菅刑務所を栃木県那須郡黒羽町（現：大田原市）に移転（黒羽刑務所）、同地に東京拘置所を移転する[22][23]。
  - 同年 - 建物が解体される。
- 1978年4月6日 - 拘置所跡地に「サンシャインシティ」開業。
- 1980年6月 - 東池袋中央公園に　”永久平和を願って”と刻まれた「平和の碑」建立。

## 関連文献
- 田嶋隆純編『わがいのち果てる日に　巣鴨プリズン・BC級戦犯者の記録』新版・講談社エディトリアル、2021年
- 花山信勝 『平和の発見 巣鴨の生と死の記録』 方丈堂出版、新版2017年
- 上坂冬子 『巣鴨プリズン13号鉄扉 裁かれた戦争犯罪』 新潮社、1981年。新潮文庫、中公文庫、PHP研究所で再刊
- 吉村昭 『プリズンの満月』 新潮社、1995年。新潮文庫、1998年 - 小説
- 『巣鴨プリズン未公開フィルム』 織田文二撮影/茶園義男監修・解説 小学館文庫、2000年 - 看守により密かに撮られた写真集。
- 『C級戦犯がスケッチした巣鴨プリズン』飛田時雄 画、岡村青構成、草思社、2011年
- 平野英雄『学徒戦犯たちのスガモ・プリズン－『巣鴨版画集』にみるBC級戦犯の戦後』桜美林大学北東アジア総合研究所、2015年
- 大杉栄『獄中記』土曜社、2012年。大正期の記録